# Бухарестський університет
Бухарестський університет (рум. Universitatea din Bucureşti) — найбільший університет Румунії. Заснований в 1864 році декретом князя Александру Йоана Куза.
У 2012 році QS World University Rankings він був включений в Топ-700 університетів світу. Ще три румунські університети увійшли до цього списку.

## Історія
Бухарестський університет був заснований Указом № 765 від 4 липня 1864 року Александру Іоан Куза і є провідним академічним центром.
Бухарестський університет активно сприяє розвитку та модернізації румунської освіти, науки та культури з 1694 року. У 1694 році Костянтин Бранковяну, правитель Валахії, заснував у Бухаресті Князівську академію з лекціями, що читалися грецькою мовою. У 1776 році Олександр Іпсілант, правитель Валахії, реформував навчальну програму Княжої академії, де тепер викладалися курси французької, італійської та латини. Після 1821 року Княжу академію продовжила колегія Святого Сави. У 1857 році Керол Давіла та Ніколае Крецулеску створили Національну школу медицини та фармації. У 1859 році був створений юридичний факультет.
У 1857 році було закладено перший камінь у фундамент університетського палацу в Бухаресті.
4/16 липня 1864 року князь Александру Іоан Куза заснував Бухарестський університет, об'єднавши факультети права, наук і літератури в єдиний орган. У 1869 році шляхом перетворення Національної школи медицини та фармації створюється медичний факультет. У наступні роки були створені нові факультети:
- 1884 р. — богословський
- 1906 р. — геологічний інститут
- 1913 р. — академічний електротехнічний інститут
- 1921 р. — факультет ветеринарної медицини
- 1923 р. — фармацевтичний факультет
- 1924 р. — інститут судової медицини імені Міни Міновичі.

У 1956 році студентські лідери, головним чином з цього університету, запланували мирний протест проти комуністичного режиму Румунії, але їм завадили його провести.
Деякий час (у 1950-х і на початку 1960-х років) він називався «Університет К. І. Пархона» на честь Костянтина Іона Пархона.
Більша частина будівлі все ще неушкоджена, однак під час бомбардувань Бухареста в 1944 році центральний корпус будівлі був сильно пошкоджений і зруйнований через бомби Люфтваффе, і був реконструйований лише в 1969—1971 роках. Інші секції також були завершені до 1980 року.
Територія навколо старої будівлі університету (Університетська площа), що прилягає до площ К. А. Розетті, Романа, Когелнічану та Юніон, була ареною багатьох заворушень, протестів і зіткнень із силами безпеки під час Румунської революції 1989 року. Протягом місяців квітня — червня 1990 року Бухарестський університет був центром антикомуністичних протестів.
У 1996 році Еміль Константинеску, тодішній ректор Бухарестського університету, був обраний президентом Румунії після перемоги над Іоном Ілієску на президентських виборах у Румунії 1996 року.

## Відомі особи
- Адольф де Герц
- Судзіловський Микола Костянтинович
- Хільчевський Валентин Кирилович
- Черасела Ніколаш
- Андрей Ойштяну
- Квітковський Денис Васильович[6]